# Jamie Greubel
Jamie Greubel, född den 9 november 1983 i Arlington, Kalifornien, är en amerikansk bobåkare.
Hon tog OS-brons i damernas tvåmanna i samband med de olympiska bobtävlingarna 2014 i Sotji.